# Arthur Jelling
Arthur Jelling è un personaggio immaginario creato da Giorgio Scerbanenco, che lo ha reso protagonista di sette dei suoi romanzi polizieschi.
Molti anni dopo la morte dell'Autore, i familiari hanno ritrovato gli ultimi due romanzi della serie che Scerbanenco, nel secondo dopoguerra, dopo il ritorno in Italia, interruppe.
Il sesto romanzo della serie, Lo scandalo dell'osservatorio astronomico, fu consegnato all'editore Arnoldo Mondadori nel 1943, ma non uscì: l'occupazione tedesca dell'Italia in atto e la guerra civile che ne seguì, con Scerbanenco fuggito in Svizzera, fecero interrompere il progetto. A lungo ritenuto perduto, fu pubblicato postumo da Sellerio solo nell'estate 2011.
Il settimo, La valle dei banditi, della cui esistenza nulla si sapeva in precedenza, è stato ritrovato in un baule: è uscito nel luglio 2020. Entrambi gli inediti sono curati da Cecilia Scerbanenco, figlia del romanziere, che segue la ripubblicazione di tutte le opere del padre per l'Editore La nave di Teseo.

## Biografia
Jelling è un impiegato presso l'Archivio Criminale della Centrale di Polizia di Boston. Razionalista, egli è convinto assertore della lotta tra Bene e Male, e della prevalenza del primo sul secondo.
Scerbanenco così descrive il personaggio di Jelling, nel secondo dei romanzi, La bambola cieca:
(Giorgio Scerbanenco, in La bambola cieca)

## Opere
1. Sei giorni di preavviso, Arnoldo Mondadori Editore, Milano, 1940.
2. La bambola cieca, Arnoldo Mondadori Editore, Milano, 1941.
3. Nessuno è colpevole, Arnoldo Mondadori Editore, Milano, 1941; a cura di Roberto Pirani, Palermo, Sellerio, 2009, ISBN 978-88-389-2388-3; Prefazione di Cecilia Scerbanenco, Milano, La nave di Teseo, 2021, ISBN 978-88-346-0721-3.
4. L'antro dei filosofi, Arnoldo Mondadori Editore, Milano, 1942; a cura di Roberto Pirani, Palermo, Sellerio, 2010; Prefazione di Cecilia Scerbanenco, Collana Oceani, Milano, La nave di Teseo, 2021, ISBN 978-88-346-0723-7.
5. Il cane che parla, Collana I Romanzi della Palma n.172, Arnoldo Mondadori Editore, Milano, 30 settembre 1942; a cura di Roberto Pirani, Collana La memoria n.840, Palermo, Sellerio, 2011, ISBN 978-88-389-2534-4; Prefazione e cura di Cecilia Scerbanenco, Milano, La nave di Teseo, 2023, ISBN 978-88-346-1442-6.
6. Lo scandalo dell'osservatorio astronomico, inedito, ma 1943; I ed. postuma, a cura di Cecilia Scerbanenco, Collana La memoria n.59, Palermo, Sellerio, 2011, ISBN 978-88-389-2568-9; Prefazione e cura di Cecilia Scerbanenco, Milano, La nave di Teseo, 2023, ISBN 978-88-346-1443-3.
7. La valle dei banditi, inedito, ma 1942-1944 circa; I ed. postuma, Prefazione e cura di Cecilia Scerbanenco, Collana Oceani, Milano, La nave di Teseo, 2020, ISBN 978-88-346-0233-1.

### Raccolte
- Cinque casi per l'investigatore Jelling. «I racconti di Scerbanenco», a cura di Oreste Del Buono, Collana Narrativa, Milano, Frassinelli, 1995,  p. 694, ISBN 978-88-768-4354-9. [contiene i primi 5 romanzi, ad esclusione degli ultimi 2, allora non ancora ritrovati]
- Tre casi per l'investigatore Jelling, Postfazione di Roberto Pirani, Collana Galleria n.16, Palermo, Sellerio, 2011, ISBN 978-88-389-2601-3. [contiene i primi 3 romanzi della serie]